# Mahuta Tāwhiao
Mahuta Tāwhiao (Whatiwhatihoe, 1854 o 1855 – Waahi, 9 novembre 1912) è stato re dei Māori dal 1894 al 1912 e membro del Consiglio legislativo della Nuova Zelanda dal 1903 al 1910.

## Biografia
Mahuta Tāwhiao nacque a Whatiwhatihoe, nel Waikato, probabilmente nel 1854 o nel 1855 ed era il figlio maggiore di re Tāwhiao e della sua prima moglie Hera. Durante la sua infanzia, negli anni '60 dell'Ottocento, ci furono aspri scontri tra i coloni bianchi e i Maori. Visse la sua adolescenza con la famiglia nell'isolato King Country. Ricevette una scarsa educazione di tipo europeo, parlava poco inglese ed era molto tradizionalista.
A venti anni circa, sposò Te Marae, una figlia di Amukete (Amuketi) Te Kerei, un capo che fu ucciso nella battaglia di Rangiriri nel 1863. Ebbero cinque figli:
- Te Rata (che gli succedette come re);
- Taipu;
- Tumate;
- Tonga; e
- Te Rauangaanga.

Nell'agosto del 1894, poco dopo la morte del padre, fu scelto come suo successore. Il 15 settembre di quell'anno venne incoronato.
Sotto il dominio di Mahuta furono creati i primi tribunali del Movimento Reale Māori, con giudici, impiegati e cancellieri. Tuttavia, la sua nazione si indebolì notevolmente all'inizio del secolo. Il popolo aveva pochissima terra e le crisi della popolazione e la povertà lo devastarono ulteriormente. Attraverso una serie di accordi con le autorità coloniali, inclusa la partecipazione al Consiglio legislativo, Mahuta riacquistò un po' di influenza per il suo popolo, sebbene gli ultimi anni della sua vita furono pieni di problemi personali.
Fu membro del Consiglio legislativo della Nuova Zelanda dal 22 maggio 1903 al 21 maggio 1910, quando il suo mandato terminò. Entrò nel governo liberale come ministro senza portafoglio e membro del consiglio esecutivo. Lavorò dal 22 giugno 1903 al 21 giugno 1906 nel gabinetto di Richard Seddon e dal 21 giugno al 6 agosto 1906 in quello interinale di William Hall-Jones. Durante la sua permanenza nel Consiglio legislativo delegò la reggenza al fratello minore Te Wherowhero Tawhiao.
Morì a Waahi il 9 novembre 1912 e fu sepolto sul monte Taupiri.